# Pinzón (illa)
L'Illa Pinzón, de vegades anomenada Duncan Island (per Adam Duncan, 1st Viscount Duncan), és una illa de l'arxipèlag de les Illes Galápagos, Equador.
Pinzón és la llar de tortugues gegants de la subespècie endèmica Chelonoidis duncanensis, el lleó de mar de les Galápagos i d'altres espècies endèmiques. No hi ha instal·lacions per als visitants i cal un permís per a accedir-hi.
Ocupa una superfície de 18 km² i la seva altitud màxima és de 458 metres.
Pinzón marca el centre geogràfic de les Galápagos, però no hi és present cap de les dues espècies d'arbres de les Galápagos. En la zona humida hi viu l'arbre margarida.
A partir del segle xviii rates no natives van infestar aquesta illa i van devastar la població de tortugues. A partir del 2012 uns esquers enverinats van acabar amb les rates.